# Security-Token-Offering
Ein Security-Token-Offering (STO) beschreibt eine öffentliche Veräußerung von Werten, Rechten oder Schuldverhältnissen, die über digitale Token abgebildet werden. Die technische Grundlage dafür bietet die Distributed-Ledger-Technologie, insbesondere die Blockchain-Technologie, über die Token emittiert und spätere Transaktionen validiert werden. Es können verschiedenste Vermögenswerte, wie z. B. Wertpapiere, Immobilien, Darlehen oder Gesellschaftsanteile tokenisiert werden. Als Vorteile, die sich aus einer Tokenisierung ergeben, gelten die Transparenz, höhere Liquidität und bessere Effizienz im Vergleich zu traditionellen Anlagen.
Investoren, bzw. Inhabern der Token stehen ähnliche Rechte gegenüber dem Emittenten zu wie bei traditionellen Wertpapieren, also z. B. Ansprüche auf dividendenähnliche Zahlungen, Mitbestimmungsrechte oder Verzinsungen.

## Vor- und Nachteile der Tokenisierung
Die Tokenisierung von Vermögenswerten gilt als wichtiger Schritt in der Digitalisierung der Finanzbranche. Über STOs werden erstmals Anlageklassen, wie z. B. privates Beteiligungskapital oder Investments in der Schifffahrtsbranche auch für Kleinanleger investierbar gemacht. Über Sekundärmärkte wird zudem eine Liquidität für vormals illiquide Anlagen, wie z. B. Immobilien geschaffen.

### Vorteile
- illiquide Anlageklassen werden liquider und investierbar für die breite Masse
- schnelle Transferierbarkeit der digitalen Token über die Blockchain
- geringe Transaktionskosten, unabhängig von Drittanbietern
- transparente Transaktionshistorie durch pseudonyme Adressen
- Zerlegung der Token in Bruchteile ermöglicht Kleinstinvestitionen

### Nachteile
- Die Verwahrung der Token ist für technik-averse Investoren nur schwer zugänglich. Fehler in der Verwahrung können im Totalverlust resultieren.
- Oftmals wird mit dem Token kein Stimmrecht übertragen
- Der Handel an Sekundärmärkten ist noch stark eingeschränkt. Die Börse Stuttgart Digital Exchange kündigte die Einführung eines Bulletin-Boards für P2P-Transaktionen an.[6]

## Security Token Offerings in Deutschland
Als Vorläufer der Security Token Offerings lassen sich Initial Coin Offerings (ICOs) beschreiben, die 2017/2018 einen großen Zulauf von Privatanlegern erfuhren. Beschreiben ICOs eine unregulierte Methode des dezentralisierten Crowdinvestings, sollen STOs die rechtliche Grundlage für eine regulierte Token-Ökonomie schaffen.
Um eine Rechtssicherheit im Sinne der europäischen Prospektverordnung (Verordnung (EU) 2017/1129) und des deutschen Wertpapierprospektgesetzes (WpPG) bei der Einordnung von Security-Tokens zu schaffen, hat die BaFin ein Merkblatt veröffentlicht, das wichtige Informationen zur Prospektpflicht bei Token-Emissionen zusammenfasst. Darin wird ein Security-Token als "Wertpapier(ähnliches) Token" gelistet, mit der Begründung, dass die Token auf dem Finanzmarkt handelbar seien und Inhaber Ansprüche auf Dividendenzahlungen, Mitbestimmungsrechte oder Verzinsungen haben könnten. Security Tokens werden rechtlich demnach grundsätzlich als Wertpapiere im Sinne der Prospektverordnung des WpPG und des WpHG behandelt und gelten als Finanzinstrumente im Sinne des KWG. Somit geht mit einem Security-Token ein Wertpapierprospekt, ein Wertpapierinformationsblatt (WIB) oder eine Ausnahmeregel zur Prospektfplicht einher.

## Beispiele für Security Token Offerings
Das erste STO in Deutschland wurde von der Bitbond Finance GmbH am 11. März 2019 durchgeführt. Insgesamt wurden 2,1 Millionen Euro von Investoren gesammelt, womit das ursprüngliche Fundraisingziel von 3,5 Millionen Euro allerdings verfehlt wurde. Eine Ausschüttung der BB1 Token soll am 1. Oktober 2020 stattfinden.
Neben Einzel-STOs werden auch Listing-Plattformen entwickelt, die mehrere Security-Token-Offerings gleichzeitig bewerben. Ein Beispiel hierfür ist die Firma KlickOwn, die sich speziell auf den Immobilienmarkt fokussiert.